# Хенрик Ларсон
Хенрик Едвард Ларсон (на шведски: Henrik Edward Larsson, правилният правопис на фамилията е Ларшон, в България правописът е утвърден от немски, английски и испански) е бивш шведски футболист, нападател. Роден е на 20 септември 1971 г. в град Хелсингбори, Швеция. Висок е 178 см, тежи 75 кг.
Шведският нападател е един от тези играчи, които бързо намират общ език с феновете, благодарение на пълното си отдаване на клуба и играта, и на головете разбира се. Ларсон бързо се утвърждава като любимец на запалянковците още от началото на кариерата си.
Ларсон е участвал на финалите на три световни футболни първенства (1994, 2002 и 2006) и на финалите на две европейски футболни първенства (2000 и 2004 г.)
Започва футболната си кариерата в отбора на родния си град Хелсингборис ИФ. В края на кариерата си отново се връща в него през лятото на 2006 г. като играе до края на сезон 2009 г.

## Треньорска кариера
От 2009 г. е треньор на шведския Ландскруна БоИС от едноименния шведски град Ландскруна.